# Cheonggukjang
Cheonggukjang is een gefermenteerde paste van sojabonen uit de Koreaanse keuken. Het bevat zowel hele als gemalen sojabonen en kent een sterke geur die slechts door weinigen gewaardeerd wordt.

## Productie
Cheonggukjang kan in twee tot drie dagen gemaakt worden door het laten fermenteren van sojabonen bij een temperatuur van ongeveer 40 graden Celsius zonder zout toe te voegen. Dit proces duurt aanzienlijk korter dan de productie van de vergelijkbare doenjang.

## Gebruik
Het meest typische gerecht waarvan cheonggukjang het belangrijkste ingrediënt is, is cheonggukjang jjigae, een stoofpot van cheonggukjang en diverse andere gerechten.